# 바르피!
《바르피!》(힌디어: बर्फी!)는 2012년 개봉한 인도의 코미디 드라마 영화이다. 아누라그 바수가 감독과 각본을 맡았다. 2013 필름페어상 작품상 수상작이다.

## 출연
- 란비르 카푸르
- 프리양카 초프라
- 일레나 디크루즈
- 아쉬쉬 비드야르티
- 짓슈 센굽타
- 루파 간굴리